# Flygskam
Flygskam é um movimento social anti-voo, com o objetivo de reduzir o impacto ambiental causado pela aviação. Este movimento começou em 2018 na Suécia e ganhou força no ano seguinte em todo o norte da Europa. Flygskam é uma palavra sueca que significa literalmente “vergonha de voar”. O movimento desencoraja as pessoas de voar para reduzir as emissões de gases do efeito estufa para impedir as mudanças climáticas.
Em 2019, o movimento flygskam inspirou dezenas de organizações, incluindo universidades e empresas em toda a Europa, como a Klarna Bank AB, a impor proibições de voos de curta distância a seus funcionários, além de desencorajar voos de longa distância.
O setor aéreo reconheceu o movimento como uma ameaça aos seus interesses comerciais. Em 2019, na anual International Air Transport Association (IATA) em Seul, foi discutido o combate ao flygskam. Algumas companhias aéreas, como a easyJet, afirmaram que gastariam dezenas de milhões de libras esterlinas para comprar compensações de carbono.